# Lavoux
Lavoux is een gemeente in het Franse departement Vienne (regio Nouvelle-Aquitaine) en telt 1008 inwoners (1999). De plaats maakt deel uit van het arrondissement Poitiers.

## Geografie
De oppervlakte van Lavoux bedraagt 14,9 km², de bevolkingsdichtheid is 67,7 inwoners per km².
De onderstaande kaart toont de ligging van Lavoux met de belangrijkste infrastructuur en aangrenzende gemeenten.

## Demografie
Onderstaande figuur toont het verloop van het inwonertal (bron: INSEE-tellingen).